# Krudttønden

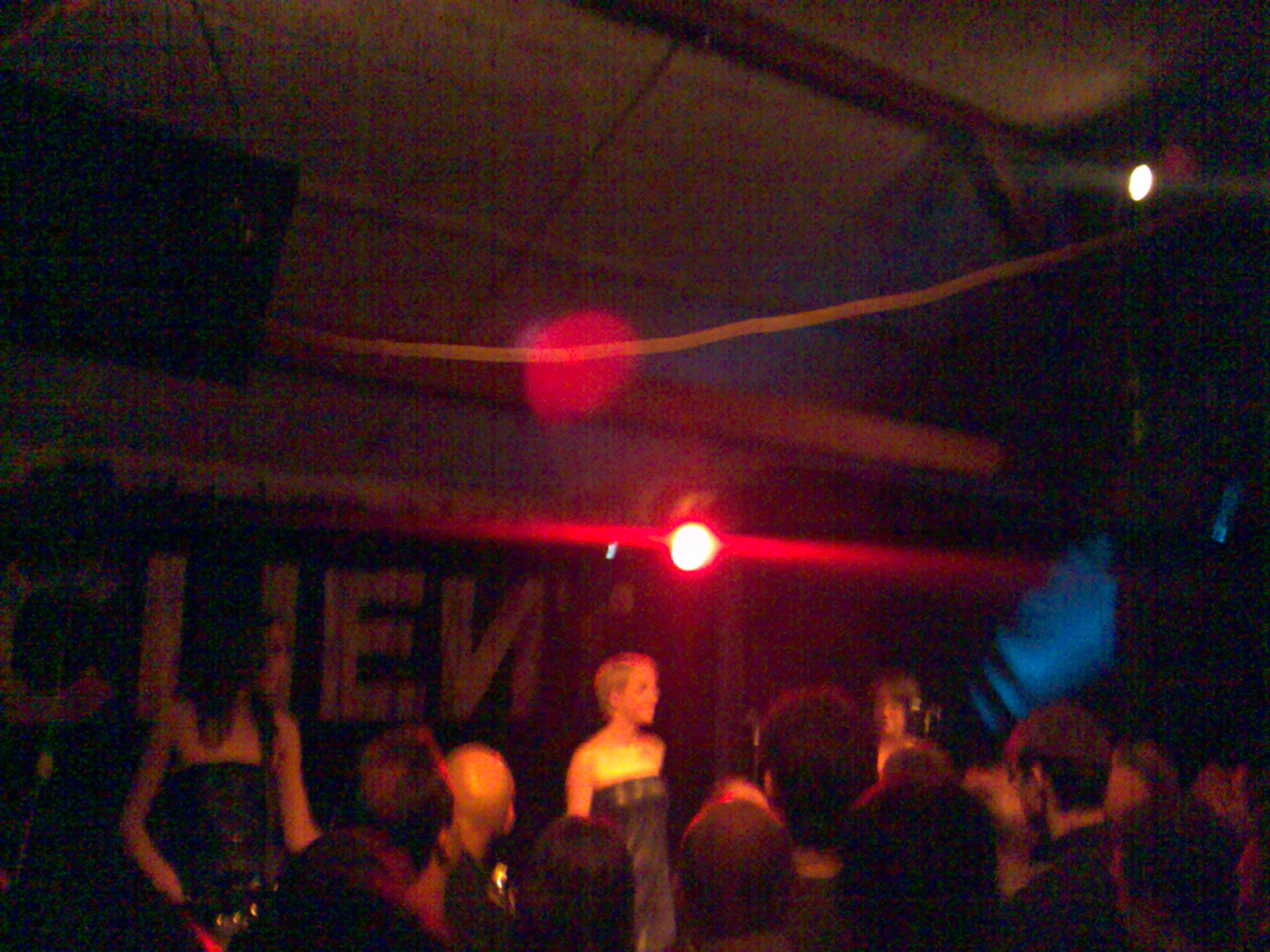
Intérieur du Krudttønden en 2007, avec sur scène Client.

Le Krudttønden (le « baril de poudre » en référence à l'Østerfælled Kaserne (da)) est un café et centre culturel à Østerfælled Torv (en), dans le quartier d'Østerbro à Copenhague, au Danemark.
Le Krudttønden accueille différents événements comme des concerts, des débats et des expositions.
Le 14 février 2015, le Krudttønden est le lieu de la première des fusillades de Copenhague. Le réalisateur Finn Nørgaard y trouve la mort.